# Serviço de Imigração e Controle de Aduanas dos Estados Unidos da América
O Serviço de Imigração e Controle de Aduanas dos Estados Unidos ou Serviço de Imigração e Alfândega dos Estados Unidos  (em inglês:  U.S. Immigration and Customs Enforcement's – ICE) é uma agência federal de aplicação da lei sob o Departamento de Segurança Interna dos Estados Unidos. Criado pelo presidente dos EUA, George W. Bush, em 2003, após os ataques de 11 de setembro, a missão declarada do ICE é proteger os Estados Unidos do crime transfronteiriço e da imigração ilegal que ameaçam a segurança nacional e a segurança pública.
O ICE aplica mais de 400 estatutos federais, com foco em violações alfandegárias, fiscalização da imigração, prevenção do terrorismo e tráfico. ICE tem dois componentes principais e distintos de aplicação da lei, Investigações de Segurança Interna (HSI) e Operações de Execução e Remoção (ERO), além de três divisões de apoio: Administração de Gestão e Programas, Escritório de Consultor Jurídico Principal (OPLA) e Escritório de Responsabilidade Profissional (OPR).
As Operações de Execução e Remoção (ERO), que lidam principalmente com a deportação e remoção de imigrantes indocumentados, estão entre as funções mais públicas e controversas do ICE. O ERO mantém instalações de custódia usadas para deter pessoas que supostamente estão ilegalmente presentes nos Estados Unidos. Nos escritórios do interior, os oficiais do ERO conduzem principalmente operações de fiscalização direcionadas para apreender imigrantes envolvidos em atividades criminosas graves. Nos escritórios de fronteira, os oficiais do ERO recebem e detêm imigrantes indocumentados apreendidos pela Patrulha de Fronteira dos Estados Unidos (USBP).
O ICE mantém escritórios domésticos nos Estados Unidos e destacamentos nas principais missões diplomáticas dos EUA no exterior. O pessoal do ICE (agentes especiais e oficiais) não patrulha as fronteiras americanas; em vez disso, esse papel é desempenhado pela Patrulha de Fronteira. ERO e HSI operam como duas agências independentes de aplicação da lei e têm declarações de missão completamente separadas. A HSI está focada na interrupção do crime transnacional, enquanto a ERO é responsável pela apreensão, detenção e remoção de imigrantes indocumentados.
O diretor interino é Todd Lyons. A agência não tem um diretor confirmado pelo Senado desde que Sarah Saldaña deixou o cargo em 20 de janeiro de 2017.